# مسمغان
مسمغان به معنای بزرگ مغان یا موبد موبدان عنوانی بود که در سده هفتم میلادی در زمان ساسانیان و پس از آنها احتمالاً برای فرمانروا یا فرماندار یک خطه یا منطقه بکار می‌رفته است.
فروپاشی امپراتوری ساسانی منجر به تشکیل چندین سلسله و حکومت مستقل در ایران و تبرستان گشت. یکی از اولین کسانی که عنوان مسمغان را یدک می‌کشید مردانشاه دماوندی از خاندان کارن بود که حکومتش در دماوند و لاریجان و نواحی اطراف آن قرار داشت. جانشین‌های او تا سال ۷۶۰ میلادی برابر با ۱۴۲ هجری بر این مناطق فرمانروایی کردند و سرانجام در یورش اعراب عباسی از بین رفتند.
یکی دیگر از کسانی که عنوان مسمغان را یدک می‌کشید ولاش از خاندان کارن بود که به عنوان مرزبان میاندورود حکومت می‌کرد. ولاش در یک انتقام جویی به وسیله سهراب اسپهبد باوندی کشته شد.